# Nordin Amrabat
Nordin Amrabat (àrab: نورالدين أمرابط, Nūr ad-Dīn Amrābaṭ) (Naarden, Països Baixos, 31 de març de 1987) és un futbolista professional marroquí que juga com a migcampista per l'Al-Nassr saudita.